# Еллстон (Айова)
Еллстон (англ. Ellston) — місто (англ. city) в США, в окрузі Рінгголд штату Айова. Населення — 19 осіб (2020).

## Географія
Еллстон розташований за координатами 40°50′26″ пн. ш. 94°6′32″ зх. д. / 40.84056° пн. ш. 94.10889° зх. д. (40.840493, -94.108754).  За даними Бюро перепису населення США в 2010 році місто мало площу 0,58 км², уся площа — суходіл.

## Демографія
Згідно з переписом 2010 року, у місті мешкали 43 особи в 18 домогосподарствах у складі 11 родини. Густота населення становила 75 осіб/км².  Було 23 помешкання (40/км²).
Расовий склад населення:
| - 97,7 % — білих |

До двох чи більше рас належало 2,3 %. Частка іспаномовних становила 0,0 % від усіх жителів.
За віковим діапазоном населення розподілялося таким чином: 20,9 % — особи молодші 18 років, 65,1 % — особи у віці 18—64 років, 14,0 % — особи у віці 65 років та старші. Медіана віку мешканця становила 41,5 року. На 100 осіб жіночої статі у місті припадало 79,2 чоловіків;  на 100 жінок у віці від 18 років та старших — 70,0 чоловіків також старших 18 років.
Середній дохід на одне домашнє господарство  становив 60 710 доларів США (медіана — 63 750), а середній дохід на одну сім'ю — 47 480 доларів (медіана — 48 750). 
Цивільне працевлаштоване населення становило 12 особи. Основні галузі зайнятості: науковці, спеціалісти, менеджери — 25,0 %, освіта, охорона здоров'я та соціальна допомога — 25,0 %, оптова торгівля — 16,7 %.